# Due giorni per Maigret
Due giorni per Maigret (titolo originale L'Étoile du Nord, pubblicato in Italia anche col titolo La stella del Nord o come Assassinio all'Étoile du Nord) è un racconto di Georges Simenon, pubblicato nel 1938, in cui compare come protagonista Maigret.
La storia fu scritta a Neuilly durante l'inverno 1937-38 o a Les Tamaris, sull'isola Porquerolles, in Francia nel marzo 1938. Pubblicata dapprima sulla rivista Police-Film/Police-Roman, nº 23 [prima serie] del 30 settembre 1938, apparve poi inclusa nella raccolta Les Nouvelles Enquêtes de Maigret nel 1944 per i tipi di Gallimard.

## Trama
Tra due giorni Maigret va in pensione, ma quando squilla il telefono sente di dover rispondere: c'è stato un omicidio nell'albergo "Étoile du Nord", vicino alla Gare du Nord. Recatovisi scopre che Georges Bompard, rappresentante di commercio, è stato accoltellato. Tra i clienti dell'albergo vi è Céline Germain, una ragazza di 19 anni a cui manca una calza ritrovata nella camera del cadavere. Maigret la fa portare al Quai des Orfèvres e la lascia a cuocere da sola nel suo ufficio; ma poi torna perché lei sta facendo un caos nell'ufficio. Inoltre la ragazza continua a mentire: ora sostiene d'essere una prostituta di Orléans e che Bompard fosse un suo cliente, ma nella città non esiste nessuno con quel nome e i suoi abiti, che Maigret ha fatto analizzare, sono di ottima fattura e provengono da Bordeaux.
Alla fine Maigret manda l'ispettore Lucas in albergo a indagare meglio e viene a sapere che il portiere di notte, Joseph Dufieu, è di Moissac, come la cameriera, Lucienne Jouffroy. La storia si dipana ed a poco a poco la verità viene fuori: la ragazza in realtà si chiama Geneviève Blanchon, ed è la figlia di un noto giudice; innamorata di Bompard aveva raggiunto Parigi per cercarlo, ma lui era sceso in un hotel dove Dufieu l'aveva riconosciuto e dove, sapendo che Bompard era stato l'amante della figlia di Lucienne, morta a causa di un aborto procurato, aveva avvertito la cameriera della sua presenza nell'hotel. È stata lei ad accoltellarlo e ora confessa. Maigret, nonostante i capricci, la maleducazione, l'indisponenza, l'insolenza ed i problemi che ha creato Genevieve alias Céline non impedisce che la ragazza possa invece fuggire.

## Adattamenti

### Televisione
- Episodio dal titolo Maigret et l'Etoile du Nord, facente parte della serie televisiva Il commissario Maigret, trasmesso per la prima volta il 29 novembre 2005, per la regia di Charles Nemes, con Bruno Cremer nel ruolo del commissario Maigret. In Italia l'episodio fu trasmesso il 19 luglio 2009 col titolo Delitto in hotel.

## Edizioni italiane
- La stella del Nord, traduzione di Bruno Just Lazzari, Collana I Capolavori dei Gialli Mondadori nnº 18, 19, 20 e 21, Milano, Mondadori, 1955.
- Due giorni per Maigret, traduzione di Elena Cantini, Collana Romanzi di Simenon nº 189, Milano, Mondadori, 1962.[2] - Collana Le inchieste del commissario Maigret nº 41, Milano, Mondadori, 1967; Collana Oscar nº 265 (G56), Mondadori, 1970.
- Assassinio all'Étoile du Nord, trad. di Marina De Leo, in Assassinio all'Étoile du Nord e altri racconti, Collana gli Adelphi nº 441, Milano, Adelphi, 2013, pp. 11–49, ISBN 978-88-459-2834-5.